# قدم‌آباد
قدم‌آباد، روستایی از توابع بخش حسن‌آباد شهرستان اقلید در استان فارس ایران است.

## جمعیت
این روستا در دهستان حسن‌آباد قرار دارد و براساس سرشماری مرکز آمار ایران در سال ۱۳۸۵، جمعیت آن ۱۹۳ نفر (۴۰خانوار) بوده‌است.